# Wohn- und Wirtschaftsgebäude Niederhörne 27
Das Wohn- und Wirtschaftsgebäude Niederhörne 27 im niedersächsischen Elsfleth, Ortsteil Moorriem, Bauerschaft Neuenbrok/Niederhörne im Landkreis Wesermarsch, stammt aus dem 18. Jahrhundert.

Aktuell (2023) wird es als Wohnhaus genutzt.
Das Gebäude steht unter Denkmalschutz (siehe auch Liste der Baudenkmale in Elsfleth).

## Geschichte
Die Marschhufensiedlung Moorriem mit der nördlichen Bauerschaft Neuenbrok erstreckt sich über etwa 16 Kilometer, wurde nach 1062 gegründet und erhielt im 14. Jahrhundert die heutige Struktur mit den schmalen, oft extrem langgestreckten Parzellen. Im Abstand von ca. 50 bis 100 Metern liegen zahlreiche Hofstellen auf Wurten.

Sieben nebeneinanderliegende Hofanlagen (Niederhörne 25–35 und Birkenstraße 1) aus der Zeit vom späten 18. bis zur Mitte des 19. Jahrhunderts auf Wurten mit sechs Zweiständerhallenhäusern in Fachwerk sind denkmalgeschützt.
Dieses eingeschossige giebelständige niedrige Wohn- und Wirtschaftsgebäude als Zweiständer-Hallenhaus in Fachwerk mit Backsteinausfachungen, mit auf profilierten Knaggen beidseitig vorkragendem Krüppelwalmdach und Niedersachsengiebeln mit Uhlenloch sowie der Grooten Door mit Korbbogen stammt vom Ende des 18. Jahrhunderts. Die nördliche Traufseite wurde in Backstein erneuert. An der südlichen Seite entstand ein neuerer Stallanbau.
Auf dem tiefen Grundstück steht das Gebäude auf einer Wurt sowie weitere nicht denkmalgeschützte Nebengebäude.
Das Landesdenkmalamt befand: „… eine geschichtliche und städtebauliche Bedeutung … .“